# Reichenbächle
Das Reichenbächle ist ein Ortsteil der Stadt Schiltach im Stadtteil Lehengericht. Zum Ortsteil gehören die Täler des Reichenbächles und seiner Nebenbäche Oberreichenbächle und Hunersbach.

## Gliederung
Zum Ortsteil Reichenbächle gehören Unterreichenbächle an der Mündung des linken Oberreichenbächle ins Reichenbächle, Oberreichenbächle am Talende des Oberreichenbächles, der Hof Stammelbach am Talende des Reichenbächles, der Hof Hunersbach Talende des rechten Hunersbachs, den Hof Ecke auf dem Rücken zwischen Stammelbach und Hunersbach sowie der Hof Dornacker.
An der Hofstelle von Unterreichenbächle wird eine historische Mühle betrieben.

## Geschichte
Das Tal fand erstmalige Erwähnung unter den Gütern des Klosters Alpirsbach im Jahr 1299.
Vom Ende des 13. Jahrhunderts bis Anfang des 19. Jahrhunderts war das Reichenbächle eine Exklave des Klosters Alpirsbach. Die benachbarten Seitentäler gehörten und gehören zur Ortschaft Lehengericht, heute Stadtteil von Schiltach. Vermutlich gegen Ende des 17. Jahrhunderts wurde die Talschaft an den württembergischen Stab Rötenbach angehängt, hatte aber einen eigenen Vogt und eigene Steuerhoheit. Die Versammlungen fanden im ehemaligen Gasthaus Reichenbächle / Hof Unterreichenbächle statt, das als Rathaus des Teilortes diente.
Anfangs gab es in der Exklave drei große Höfe, Oberreichenbächle, der Stammelhof und der Hof Unterreichenbächle, die später in mehrere kleine Höfe aufgeteilt wurden.
Auch nach dem Reichsdeputationshauptschluss von 1803 blieb das Tal eine Exklave der Gemeinde Rötenbach, die heute zu Alpirsbach gehört, und damit bei Württemberg.
Das Tal war nahezu vollständig von badischem Territorium umschlossen und von Württemberg her nur über Waldwege zu erreichen. Man war aber nach Schiltach bzw. Lehengericht hin ausgerichtet, wie auch heute noch. Da das Reichenbächle eine von der Gemeinde Rötenbach weit entfernte Exklave war, kam im Jahr 1866 auf Antrag der Bewohner das Reichenbächle zur angrenzenden Gemeinde Lauterbach, die ebenfalls württembergisch war.
Auf Antrag der meisten der damals 37 Einwohner und erst nach vielen weiteren Anläufen wurde dann im Jahr 1956 Reichenbächle der Gemeinde Lehengericht zugeschlagen. Bis dahin waren die Höfe nicht ans Stromnetz angeschlossen worden, was die Gemeinde Lehengericht zusicherte, außerdem war Lehengericht viel leichter erreichbar, was die Einwohner zu ihrem Votum für Lehengericht bestimmte. Diese Umgemeindung war die erste Grenzkorrektur im neu gegründeten Südweststaat Baden-Württemberg.